# Pieter Hofman (1755-1837)
Pieter Hofman (31 augustus 1755 in Dordrecht - 9 april 1837 in Dordrecht) was een Nederlandse schilder. Hij werkte o.a. naar Gabriël Metsu; schilderde voornamelijk deur- en schoorsteenstukken en uithangborden met landschappen en grisailles.